# Gustaf Van Vaerenbergh (Radsportler)
Gustaf Van Vaerenbergh (* 19. August 1933 in Schepdaal, Brabant) ist ein ehemaliger belgischer Radrennfahrer und nationaler Meister im Radsport.

## Sportliche Laufbahn
1953 gewann er einen nationalen Titel, als er die Meisterschaft der Unabhängigen im Straßenrennen vor Julien Van den Branden für sich entscheiden konnte. 1954 erhielt er seinen ersten Vertrag als Profi im Radsportteam Libertas-Huret. Von 1954 bis 1965 war er als Berufsfahrer aktiv. Er gewann einige Rennen, vor allem belgische Kriterien und Rundstreckenrennen. Sein bedeutendster Erfolg war der Sieg in der Meisterschaft von Flandern 1963, wobei er die gesamte belgische Spitzenklasse schlagen konnte. 1957 wurde er Dritter der Meisterschaften in der Einerverfolgung. Er bestritt die Vuelta a España 1957 und den Giro d’Italia 1962, bei beiden Grand Tours schied er vorzeitig aus.